# Daulet Szorajevicz Nijazbekov
Daulet Szorajevicz Nijazbekov (1989. február 12. –) kazak szabadfogású birkózó. A 2019-es birkózó-világbajnokságon ezüstérmet nyert 65 kg-os súlycsoportban, kötöttfogásban. A 2018-as, a 2016-os és a 2015-ös Ázsia Bajnokságokon aranyérmet szerzett kötöttfogásban, egyszer 65 kilogrammos, kétszer 61 kilogrammos súlycsoportban.

## Sportpályafutása
A 2019-es birkózó-világbajnokságon a 65 kilogrammos súlycsoportban ezüstérmet szerzett. Ellenfele az orosz Gadzsimurad Rasidov volt, aki 11-0-ra verte.